# 亞歷山德羅·費
亞歷山德羅·費（義大利語：Alessandro Fei；1978年11月29日—）是一位意大利排球運動員。他現在效力於意大利排球聯賽球隊盧貝排球俱樂部。他也代表意大利國家男子排球隊參賽，參加了2000年、2004年、2008年和2012年奧運會的比賽。